# Santa Maria de la Cabeça
Santa Maria de la Cabeça és una ermita de Vila-sana (Pla d'Urgell) inclosa a l'Inventari del Patrimoni Arquitectònic de Catalunya.

## Descripció
L'ermita o capella de la Verge de la Cabeça va ser consagrada l'any 1702. De dimensions reduïdes està construïda amb carreus de pedra, tot i que només queden a la vista en el marc de la porta i a l'angle. La resta de mur està arrebossat. La porta és d'arc de mig punt rebaixat. A sobre d'aquesta, hi ha un petit rosetó i per damunt un escut nobiliari, el dels Comtes Dalmasses. La teulada és a dues aigües i té un campanar d'espadanya d'un sol ull, als peus de la nau i realitzat en maó. L'única nau de la construcció està coberta amb volta de canó. A la capçalera hi ha un altar de fusta i la imatge de la Verge.
L'aspecte actual és de l'any 1992-1993 en què l'ermita va ser restaurada. Del 1993 són les pintures de Víctor Pallarés, pintor lleidatà, que cobreixen la volta i diversos trams del murs laterals. Les pintures murals de la volta representen Adam i Eva en el Paradís. En els murs laterals i en el de la façana les pintures resten emmarcades. Representen escenes religioses com la crucifixió, l'Anunciació, l'Adoració de la Verge de la Cabeça, etc.
La sagristia és a la part dreta de la capçalera. L'ermita conserva exvots i una pica baptismal de pedra datada entre els segles XVI i XVII.

## Història
L'ermita pertany a la Casa Vella i va ser beneïda l'any 1702. Aquí es va posar la imatge de la Verge de la Cabeça, portada des d'Andújar per la duquessa Teresa de Cardona. Temps després Pere Gomar va fer construir un retaule per a la imatge. Degut al mal estat de l'església del poble, es va fer servir de parròquia fins a la construcció d'una nova. En temps de la Guerra de Successió la capella fou malmesa i fins al 1716 no fou reconstruïda. Cap a 1820 la capella passà a dependre del llinatge dels Dalmasses, el seu escut es veu a la façana de l'ermita. El 1891 la capella va patir reformes: es va aixecar el sostre i es va reconstruir l'altar, sobre el qual s'hi posà l'escut de la família. Durant la Guerra Civil l'ermita va tenir funció de cuina per als presos que treballaven a l'estany d'Ivars d'Urgell construint trinxeres. Aleshores, la imatge de la Verge de la Cabeça va ser amagada durant uns mesos en una casa, però més tard va ser descoberta i cremada. L'ermita va ser reconstruïda després de la Guerra Civil pels hereus de Fausto de Dalmasses. També es va reconstruir el campanar: s'hi posà la campana i una creu amb la imatge de la Verge. La nova capella fou consagrada l'any 1941. Al 1993, es va decorar amb pintures de Victor Pallarès.